# Jorge Luiz Frello
Jorge Luiz Frello (portuguès: Jorginho)  (Imbituba, 20 de desembre de 1991) més conegut com a Jorginho, és un futbolista brasiler nacionalitzat italià que juga com a migcampista a l'Arsenal FC de la Premier League anglesa. Des del 2016 és internacional amb al selecció de futbol d'Itàlia.

## Palmarès
SSC Napoli
- 1 Copa italiana: 2013-14
- 1 Supercopa italiana: 2014

Chelsea FC
- 1 Campionat del Món de Clubs: 2021
- 1 Supercopa d'Europa: 2021
- 1 Lliga de Campions de la UEFA: 2020-21
- 1 Lliga Europa de la UEFA: 2018-19

Selecció italiana
- 1 Eurocopa: 2020